# Global Voices
«Global Voices» — международное сообщество писателей, блогеров и активистов, которые стремятся сообщать о том, что происходит в гражданских СМИ по всему миру. Некоммерческий проект, начатый в Центре Беркмана по изучению интернета и общества при Гарвардском университете в декабре 2004 года, в 2008 году стал независимой некоммерческой организацией, зарегистрированной в Амстердаме. В 2006 году агентство Reuters включило вклад «Global Voices» в свою новостную ленту.